# جميل المدفعي
جميل المدفعي (1890 - 1958) وهو أحد السياسيين العراقيين في العهد الملكي في العراق. وشغل منصب رئيس الوزراء لستة حكومات في الأعوام 1933, 1934 , 1935, 1938, 1941, 1953.

## النشأة والدراسة
ولد جميل بن محمد بن عباس في مدينة الموصل عام 1308 هـ/1890م، وأتم دراسته الإعدادية العسكرية في بغداد ثم سافر إلى إسطنبول وأكمل دراسته في الهندسة العسكرية، وتخرج ضابطاً في صنف المدفعية عام 1911م، وانضم إلى جمعية العهد في إسطنبول عام 1913م.

## أعماله ووظائفه

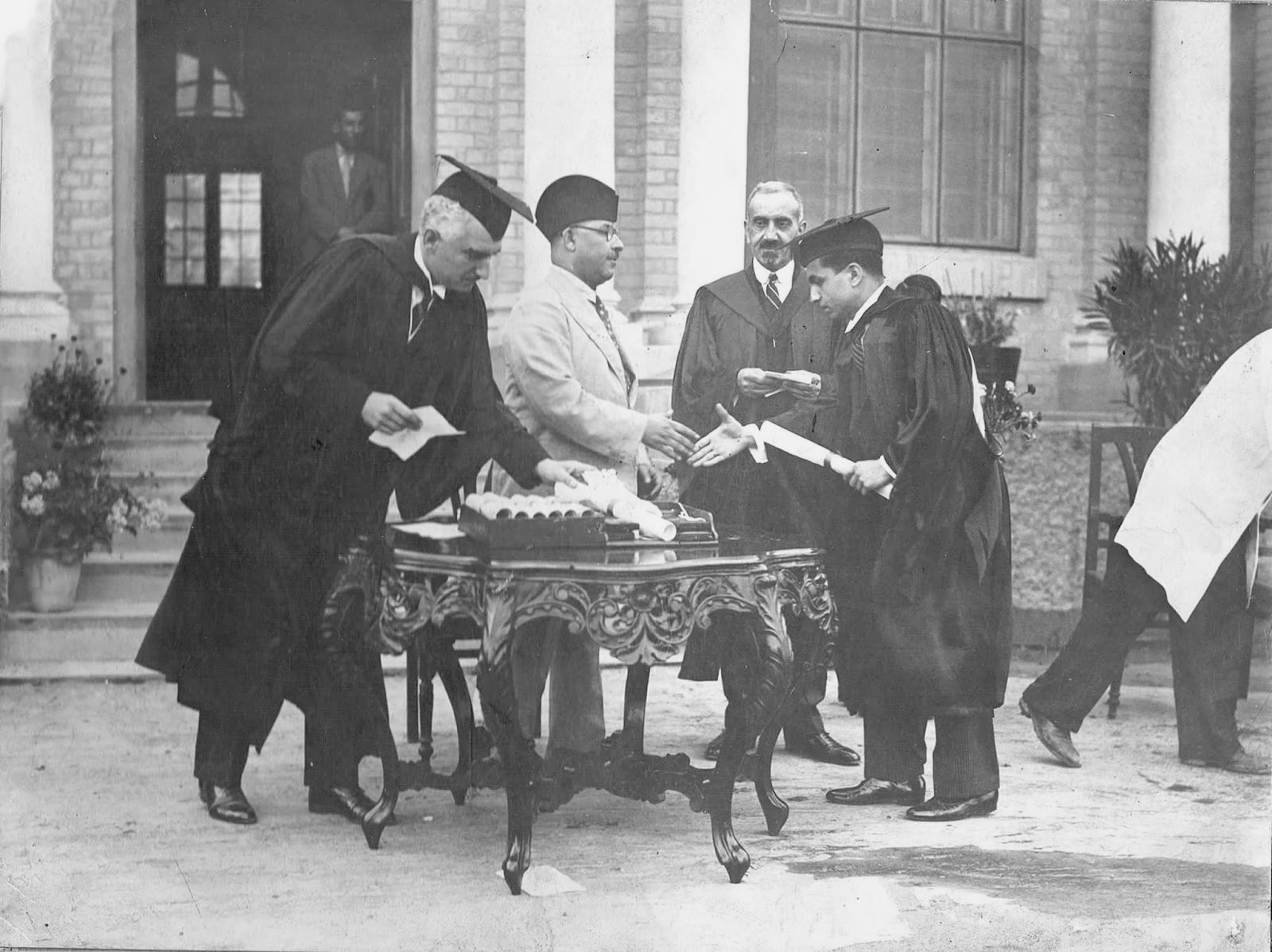
رئيس الوزراء العراقي جميل المدفعي وهو يمد يده لمصافحة الدكتور سلمان فائق الذي يتسلم شهادة التخرج منه في الكلية الطبية الملكية العراقية ،وعن يمينهِ الطبيب هاري سندرسن، وهو يلتقط شيئا من المنضدة، وبجانبه وزير الصحة حنا خياط، وذلك في الدورة الثانية لتخرج الكلية الطبية في عام 1933م

أشترك جميل المدفعي في حروب البلقان ثم عين معلماً لصنف المدفعية في المدرسة الحربية ببغداد، وخدم في جيش الدولة العثمانية أبان الحرب العالمية الأولى في ساحتي القوقاز وفلسطين، ولكنهُ فر من الخدمة في الجيش عام 1916م، والتحق بجيش الثورة العربية في الحجاز، وكان قائداً للمدفعية مع الملك فيصل الأول وبعد أحتلال بلاد الشام عين قائداً لموقع دمشق، وعمل كمساعد ومستشار للملك فيصل الأول.
وفي ثورة العشرين ساهم وقاد حركاتها من الموصل وتلعفر ودير الروز، وبعدها ذهب للأردن، وعين حاكماً عسكرياً ومتصرفاً للكرك ثم مديراً للأمن ثم متصرفاً للسلط، ثم عاد إلى بغداد عام 1923م، وعين في العراق متصرفاً للواء المنتفك المعروف حالياً بأسم محافظة الناصرية وبعدها نقل إلى لواء العمارة ثم إلى لواء الديوانية، ثم تقلد رئاسة وزارة الداخلية وبعدها وزارة المالية، وأنتخب ثلاث مرات لرئاسة المجلس النيابي، ثم ترأس الوزارة من بعد ذلك عدة مرات.
وأنيطت لهُ مهمة تشكيل الوزارة في فترة حرجة من التاريخ العراقي عقب أغتيال بكر صدقي. وتم نفيه إلى الأردن من قبل رشيد عالي الكيلاني في عام 1941م.
ورجع إلى العراق بعد فشل ثورة رشيد عالي الكيلاني وعين عضواً في مجلس الأعيان، وكان رجلاً هادئاً صبوراً واسع الصدر يميل إلى التواضع، ويحب حل المشاكل السياسية بطرق سلمية ولا يحب الانتقام.

## وفاته
توفي يوم 13 ربيع الآخر 1378 هـ/ 26 أكتوبر 1958م، عن عمر ناهز السبعين عاما، وشيع بموكب مهيب ودفن في مقبرة الخيزران قرب قبر الشاعر معروف الرصافي، وهو خال العقيد رفعت الحاج سري الذي دفن بجانبه فيما بعد.